# Cicuco
Cicuco es un municipio colombiano ubicado en el departamento de Bolívar; hace parte del Zodes Isla de Mompox. En este municipio se encuentra la entrada al caño Chicagua, y el Puente Roncador que reemplazó al puerto de Bodega, permitiendo la comunicación vial directa de la isla de Mompox con Magangué.

## División político-administrativa
La cabecera municipal de Cicuco es la fusión de los antiguos centros poblados: Punta de Cartagena y El Limón.
Por la naturaleza con la que fue constituido el municipio, de manera totalmente arbitraria y sin ningún sentido del territorio o consulta con los habitantes, la cabecera municipal está totalmente desconectada por vía terrestre de los principales centros poblados listados abajo, lo que hace que las condiciones de vida de estos sean bastante precarias.
El municipio tiene bajo su jurisdicción los actuales centros poblados:
- Campo Sereno
- La Peña
- Pueblo Nuevo
- San Francisco de Loba

Veredas
Tiene constituidas las veredas: Bodega, Cicuquito, Pan de Azúcar, Pan Pelao, San Javier.

## Historia
En el año de 1984, se segrega Talaigua Nuevo del municipio de Mompox y dentro del territorio del nuevo municipio quedó incluida el área que hoy corresponde al municipio de Cicuco. Hasta el año de 1994, que por medio de la Ordenanza N.º 030, se crea el municipio de Cicuco.

### Historia y crecimiento
El origen de la fundación de El Limón y Punta de Cartagena se remonta a principios del siglo pasado, y como hecho que configuro este proceso histórico de crecimiento parte del paso de ganado y población hacia el Departamento del Magdalena y al municipio de Mompox, cruzando el caño El Violo, a al altura de la hoy denominada Ceiba. Para tener una metodología y organización en el manejo de la información histórica recopilada para la construcción de la Historia del Crecimiento poblacional y edificatorio en Cicuco, primero se describe el Marco Histórico de El Limón y luego se sigue con el de Punta de Cartagena.

### Crecimiento y consolidación de El Limón
Todo apunta a que los primeros pobladores fueron personas, que buscando tierras altas, se ubicaron en la zona de tránsito de ganado y población hacia el municipio de Mompox y al Departamento del Magdalena, de allí surgió la construcción de las primeras viviendas de la calle denominada más tarde “Calle 20 de Enero”. Según lo relatado por el Señor Cándido Bastidas y por los planos de cartografía social construidos en los talleres participativos, la primera calle pudo haberse construido hacia finales del siglo XIX y principios del siglo XX, y al sur de la primera calle se componían de Guaimarales y sembrados, zona que hoy día es el área de la iglesia y la alcaldía. Hacia el año de 1916, se remonta el sembrado de la Ceiba, que según se cuenta, fue sembrada por un señor de apellido Urbina y la Iglesia Católica y el desarrollo del área de viviendas a su alrededor se remonta hacia el año de 1930.
El área comprendida desde la plaza de la iglesia hasta hoy, vía a Mompox, pertenecía a una familia de origen Italiano que se asentó en El Limón, de apellido Copulilo, así mismo, el área al sur desde la vía a Mompox hacia los terrenos de ECOPETROL, pertenecían a los potreros de Chamorro y la parte oeste era del señor Domingo Acuña, áreas que hoy comprenden básicamente el área urbana actual, y como aspecto rescatable no se encontró ningún nombre de calle ni barrio con los nombres de los predios que le dieron origen.

### Crecimiento de Punta de Cartagena
De acuerdo con los relatos obtenidos en las entrevistas con los pobladores de Punta de Cartagena la fundación de este poblado se originó hacia principios del siglo XX, cuando unas familias campesinas se asentaron en la Punta que circunda el actual asentamiento, cuyos terrenos en su mayoría eran propiedad de un señor llamado Román Anaya. Al igual que el Limón el paso de ganado, de gitanos con bestias y población en general al cruzar el caño por este punto para ir hacia el Magdalena o Mompox, generó en primera instancia un punto de urbanización de paso. Según lo relatado una de las primeras familias que se ubicaron conformando la primera calle era la del señor Chon Turizo, esta primera calle estaba conformada por siete (7) casas en la acera al norte y trece (13) al sur. Esta primera calle desapareció al reubicarse en áreas más altas las familias que la fundaron por efectos de las crecientes, la creciente que más recuerdan son las del 1916 y las 1975, según lo expresado por los habitantes más antiguos.
Un hecho histórico importante y que ha marcado el devenir del desarrollo urbano en EL Limón y en Punta de Cartagena, fue la ubicación de la Empresa de Petróleos de Colombia, ECOPETROL, entidad que se ubicó en Cicuco. Otro hecho histórico determinante para el actual desarrollo y dinámicas que ha adquirido esta población fue la construcción de la vía Mompox - La Bodega, hacia el año de 1952 y su posterior asfaltado entre los años de 1996 y 1997.

### Elevación a municipio
En la etapa contemporánea y moderna, el hecho histórico más importante, es la declaración de Municipio en el año de 1994, desprendiéndose de Talaigua Nuevo, hecho que ha definido el actual y futuro comportamiento cultural y morfológico de la cabecera municipal de Cicuco - Bolívar. No se hizo ningún estudio ni ninguna consulta con los habitantes. En el municipio de Cicuco se incluyeron territorios y zonas que no guardan ningún tipo de relación histórica, cultural o comercial con la cabecera municipal. Por ejemplo, la distancia desde La Peña a Magangue es apenas de 5 minutos cruzando el río Magdalena, mientras que entre La Peña y Cicuco es de casi una hora utilizando diferentes y peligrosos medios de transporte informales. La situación es incluso peor con el resto de poblados.
En comparación con los antepasados precolombinos que convivieron en esta región, el Modelo de Apropiación Territorial históricamente construido para usos del territorio, en este último siglo, ha ido perdiendo los conocimientos y sentidos de entendimiento hacia el entorno natural y sus determinantes físico-bióticos y ecológicos, aún sobreviven vestigios de canales y artesanías que producían estos primeros pobladores. Todo este proceso histórico ha generado un amalgamiento de legados culturales y espacios simbólicos e históricos en este asentamiento, como son la Ceiba, la iglesia, la calle 20 enero, entre otros.

## Estructura organizacional municipal
| Cicuco       | Cicuco      | Cicuco                     |
| Departamento | Código DANE | Categoría municipal (2023) |
| ------------ | ----------- | -------------------------- |
| Bolívar      | 13188       | Sexta                      |

- Personería: es un centro del Ministerio Público de Colombia que ejerce, vigila y hace control sobre la gestión de las alcaldías y entes descentralizados; velan por la promoción y protección de los derechos humanos; vigilan el debido proceso, la conservación del medio ambiente, el patrimonio público y la prestación eficiente de los servicios públicos, garantizando a la ciudadanía la defensa de sus derechos e intereses.
- Concejo municipal: es la suprema autoridad política del municipio. En materia administrativa sus atribuciones son de carácter normativo. También le corresponde vigilar y hacer control político a la administración municipal. Se regulan por los reglamentos internos de la corporación en el marco de la Constitución Política Colombiana (artículo 313) y las leyes, en especial la Ley 136 de 1994 y la Ley 1551 de 2012. Constituido por 11 concejales por un periodo de 4 años.
- Alcaldía municipal: en esta se encuentra la administración municipal y las entidades descentralizadas del municipio. El alcalde se pronuncia mediante decretos y se desempeña como representante legal, judicial y extrajudicial del municipio. El actual alcalde municipal es Vladimir Granados Hurtado (2024-2027), elegido por voto popular.
- JAL.

## Servicios públicos
- Energía eléctrica: Afinia, del grupo EPM, es la empresa prestadora del servicio de energía eléctrica.
- Gas natural: Surtigas es la empresa distribuidora y comercializadora de gas natural en el municipio.